# Лебедев, Юрий Николаевич
Юрий Николаевич Лебедев (18 августа 1931 — 25 ноября 2006) — советский хоккеист, нападающий.

## Биография
Выступал за команды «Динамо» Москва (1951/52 — 1952/53), «Локомотив» Москва (1955/56 — 1956/57), «Крылья Советов» / «Красный Октябрь» Тушино (1957/58 — 1958/59), «Бумкомбинат» / «Красная звезда» Краснокамск (1961/62 — 1962/63).
В первой группе / классе «А» первенства СССР провёл четыре сезона (1951/52 — 1952/53, 1955/56 — 1956/57).
Обладатель Кубка СССР (1953).
Скончался в 2006 году. Прах захоронен в колумбарии Донского кладбища Москвы.